# Alberto Abalde Díaz
Alberto Abalde Díaz (Ferrol, La Coruña, 15 de diciembre de 1995) es un baloncestista español que juega en el Real Madrid Baloncesto. Con una altura de 2,02 m su posición en la cancha es la de alero.
Es hijo del exjugador de baloncesto Alberto Abalde Rodríguez y hermano de la jugadora Tamara Abalde.

## Trayectoria
Tras pertenecer a las categorías inferiores del Club Joventut de Badalona, en 2013, hace su debut con el primer equipo. La temporada 2013-14 la pasó cedido en el Club Bàsquet Prat.
El 17 de agosto de 2016, firma por cuatro años con Valencia Basket, equipo que le cede un año más a Badalona.
El 21 de julio de 2020, llegan a un acuerdo de rescisión de contrato, y al día siguiente firma con el Real Madrid. Al inicio de la temporada 2020/21 se proclama campeón de la Supercopa de España y al término de la Liga ACB.

## Selección nacional
En verano de 2021, fue parte de la selección absoluta española que participó en los Juegos Olímpicos de Tokio 2020, que quedó en sexto lugar.

## Estadísticas

### ACB
| Año     | Equipo                  | PJ | MPP   | %T2  | %3P   | %TL  | RPP  | APP  | ROB  | TPP  | PPP   | VAL   |
| ------- | ----------------------- | -- | ----- | ---- | ----- | ---- | ---- | ---- | ---- | ---- | ----- | ----- |
| 2013-14 | FIATC Mutua Joventut    | 1  | 8.00  | .333 | 1.000 | —    | 2.0  | —    | —    | —    | 5.0   | 3.0   |
| 2014-15 | FIATC Mutua Joventut    | 21 | 10.96 | .400 | .366  | —    | 1.35 | 0.48 | 0.26 | —    | 2.83  | 1.83  |
| 2015-16 | FIATC Mutua Joventut    | 30 | 17.57 | .420 | .420  | .862 | 2.33 | 0.90 | 0.53 | 0.03 | 7.03  | 6.03  |
| 2016-17 | Divina Seguros Joventut | 31 | 23.65 | .530 | .310  | .691 | 3.48 | 1.80 | 0.77 | 0.06 | 23.65 | 9.71  |
| 2017-18 | Valencia Basket Club    | 32 | 19.56 | .439 | .345  | .911 | 3.22 | 2.38 | 0.56 | 0.22 | 6.94  | 8.38  |
| 2018-19 | Valencia Basket Club    | 32 | 17.78 | .516 | .315  | .800 | 2.13 | 0.97 | 0.31 | 0.03 | 5.97  | 5.47  |
| 2019-20 | Valencia Basket Club    | 27 | 17.96 | .580 | .426  | .766 | 3.33 | 1.52 | 0.63 | 0.04 | 8.70  | 10.93 |
| 2020-21 | Real Madrid             | 34 | 19.32 | .464 | .410  | .846 | 2.50 | 2.24 | 0.53 | 0.03 | 7.26  | 8.82  |
| 2021-22 | Real Madrid             | 31 | 17.58 | .473 | .322  | .872 | 2.35 | 1.61 | 0.42 | —    | 6.06  | 6.1   |
| 2022-23 | Real Madrid             | 2  | 16.24 | .558 | .266  | .783 | 2.20 | 1.28 | 0.44 | —    | 5.08  | 4.00  |
| 2023-24 | Real Madrid             | 40 | 15.7  | .581 | .423  | .909 | 2.55 | 1.73 | 0.50 | 0.03 | 5.13  | 6.03  |
| 2024-25 | Real Madrid             | 40 | 19.95 | .490 | .418  | .796 | 2.58 | 1.33 | 0.58 | —    | 6.70  | 7.63  |